# Condition des femmes au Gabon
 (juillet 2023).
La mise en forme du texte ne suit pas les recommandations de Wikipédia : il faut le « wikifier ».
Les points d'amélioration suivants sont les cas les plus fréquents. Le détail des points à revoir est peut-être précisé sur la page de discussion.
- Les titres sont pré-formatés par le logiciel. Ils ne sont ni en capitales, ni en gras.
- Le texte ne doit pas être écrit en capitales (les noms de famille non plus), ni en gras, ni en italique, ni en « petit »…
- Le gras n'est utilisé que pour surligner le titre de l'article dans l'introduction, une seule fois.
- L'italique est rarement utilisé : mots en langue étrangère, titres d'œuvres, noms de bateaux, etc.
- Les citations ne sont pas en italique mais en corps de texte normal. Elles sont entourées par des guillemets français : « et ».
- Les listes à puces sont à éviter, des paragraphes rédigés étant largement préférés. Les tableaux sont à réserver à la présentation de données structurées (résultats, etc.).
- Les appels de note de bas de page (petits chiffres en exposant, introduits par l'outil «  Source ») sont à placer entre la fin de phrase et le point final[comme ça].
- Les liens internes (vers d'autres articles de Wikipédia) sont à choisir avec parcimonie. Créez des liens vers des articles approfondissant le sujet. Les termes génériques sans rapport avec le sujet sont à éviter, ainsi que les répétitions de liens vers un même terme.
- Les liens externes sont à placer uniquement dans une section « Liens externes », à la fin de l'article. Ces liens sont à choisir avec parcimonie suivant les règles définies. Si un lien sert de source à l'article, son insertion dans le texte est à faire par les notes de bas de page.
- La présentation des références doit suivre les conventions bibliographiques. Il est recommandé d'utiliser les modèles {{Ouvrage}}, {{Chapitre}}, {{Article}}, {{Lien web}} et/ou {{Bibliographie}}. Le mode d'édition visuel peut mettre en forme automatiquement les références.
- Insérer une infobox (cadre d'informations à droite) n'est pas obligatoire pour parachever la mise en page.

Pour une aide détaillée, merci de consulter Aide:Wikification.
Si vous pensez que ces points ont été résolus, vous pouvez retirer ce bandeau et améliorer la mise en forme d'un autre article.
La condition des femmes au Gabon évolue favorablement sous l'impulsion du président Ali Bongo, désireux de mener une politique économique et sociale ambitieuse depuis son arrivée au pouvoir. Depuis 2015, une série de lois sont instaurées en faveur de l'égalité hommes-femmes, l'interruption volontaire de grossesse, et la lutte contre les violences faites aux femmes. Mais ces lois peinent à s'appliquer à une encore largement population conservatrice, dans laquelle les mentalités mettent du temps à évoluer.
Si la lutte contre les violences faites aux femmes semble majoritairement comprise et acceptée par la population gabonaise, le machisme reste répandu dans le monde du travail où les femmes souffrent encore de nombreuses discriminations. Il est à noter parmi les points positifs que si le regard des hommes reste largement influencé par le patriarcat, les femmes, elles, prennent de plus en plus conscience de leurs droits et s'engagent pour les défendre.

## Évolution juridique
En mars 2021, le gouvernement gabonais adopte un projet de loi modifiant le Code civil en faveur de l'égalité entre l'homme et la femme dans le couple et dans la famille. Ce projet permet notamment de partager le rôle de « chef de famille » entre les époux (qui pourront choisir ensemble la résidence familiale), de faciliter le divorce par consentement mutuel, et de rendre égalitaire la détention d'un compte bancaire.  

## Conditions des femmes en politique
En 2023, le Gabon, compte 14,7 % de femmes parmi ses députés et 40 % au sein du Sénat, et 12 femmes au sein du gouvernement (sur 46 membres). Plusieurs d’entre elles ont obtenu des portefeuilles régaliens ou stratégiques lors du remaniement ministériel de janvier 2023 : Félicité Ongouori Ngoubili, à la Défense, Erlyne Antonella Ndembet Damas, à la Justice, Jeanine Lydie Roboty, à l’Économie, Édith Ekiri Mounombi, au Budget, et Madeleine Berre au Travail et à l’Emploi, le Gabon se targue d’aller vers plus de parité et d’être l’un des pionniers du continent en matière d’égalité hommes-femmes.
Pendant les élections présidentielles de 2023, un candidat sur quatorze est une femme : Victoire Lasseni-Duboze.

## Lutte contre les violences faites aux femmes
En mai 2021 plus tard, un numéro vert (le 1404) est instauré par le gouvernement gabonais pour permettre aux femmes victime s de violence de demander de l'aide, mais ce dispositif est jugée inefficace pour les femmes dépendantes économiquement de leurs maris. En septembre de la même année, une loi est promulguée pour accroire les peines auxquelles seront condamnés les auteurs de violences conjugales,  et les fonctionnaires de police qui tenteraient de pousser les femmes victimes de violence à renoncer à leurs droits.